# Sempere
Sempere község Spanyolországban, Valencia tartományban. Sempere Alfarrasí és Guadasequies községekkel határos. Lakosainak száma 29 fő (2024).

## Népesség
A település népessége az utóbbi években az alábbiak szerint változott:
| Lakosok száma | 37   | 34   | 38   | 37   | 46   | 44   | 41   | 34   | 26   | 29   |
|               | 2001 | 2004 | 2007 | 2009 | 2012 | 2014 | 2017 | 2019 | 2022 | 2024 |